# Chondrocladia asigmata
Chondrocladia asigmata är en svampdjursart som beskrevs av Claude Lévi 1964. Chondrocladia asigmata ingår i släktet Chondrocladia och familjen Cladorhizidae.
Artens utbredningsområde är havet kring Nya Zeeland. Inga underarter finns listade i Catalogue of Life.